# متحف كفر الشيخ
متحف كفر الشيخ يقع على جزء من أرض حديقة صنعاء بمدينة كفر الشيخ بمحافظة كفر الشيخ.
المتحف قيد الإنشاء بدأ العمل به منذ أكثر من 20 عاماً بتكلفة 50 مليون جنيه ولم ينته حتى الآن.

## العرض المتحفي
تم تصميم المتحف ليضم 3 قاعات، قاعة بوتو تضم آثار تل الفراعين و قاعة العرض الرئيسية وتضم عدة قاعات مقسمة تقسيما موضوعياَ وتاريخيا حسب العصور التاريخية المختلفة، بما فيها عصر الأسر الفرعونية، والعصرين اليوناني والروماني، بالإضافة إلى عصور الحكم البيزنطي والقبطي والإسلامي.و قاعة العرض الدوري ويتم فيها عروض دورية متنوعة محددة فيها ديناميكية العرض المتحفي المتغير.

## الوضع الحالي
توقف العمل بالمشروع منذ عام 2000 وتحول المتحف لخرابة وتم استخدام جزء من المتحف كقاعة أفراح.
و في عام 2017 وقع بروتكول تعاون بين محافظة كفر الشيخ ووزارة اللآثار لأستكمال المتحف حيث يقضي البروتكول محافظة كفر الشيخ بدفع 30 مليون جنيه لإستكمال الأعمال الإنشائية بالمتحف مقابل اقتسام الأرباح والعائدات دفعت منها المحافظة مبلغ 13 مليون جنيه، لكن بعد تغيير المحافظ بمحافظ جديد تم وقف المشروع مرة أخرى حيث أوقف المحافظ الجديد ضخ الأموال للمشروع معللًا ذلك بأن أموال المحافظة للمحافظة وليست لأى جهة أخرى، وأن العائد المنتظر من اقتسام الأرباح لن يغطى بأى حال من الأحوال المبالغ التي دفعت في البروتوكول. وفي مطلع 2019 تم الإتفاق مع وزارة الآثار لتدبير المبالغ المالية اللازمة لاستكمال المتحف ومن المقرر افتتاح المتحف في أكتوبر 2019.